# Hofanlage Duddenhausen 6
Die Hofanlage Duddenhausen 6 in Bücken-Duddenhausen, in der niedersächsischen Samtgemeinde Grafschaft Hoya, stammt vom 17. und 18. Jahrhundert.
Einige Gebäude werden aktuell (2023) als Wohn- und Bürohaus genutzt und das kleine Backhaus für Feriengäste.
Die Gebäude stehen unter Denkmalschutz (siehe auch Liste der Baudenkmale in Bücken).

## Beschreibung
Der Hof besteht heute (2023) aus:
- dem eingeschossigen traufständigen Wohn- und Wirtschaftsgebäude von 1686 als niederdeutsches Zweiständer-Hallenhaus in Fachwerk mit Steinausfachungen, ziegelgedeckten Krüppelwalmdach und Niedersachsengiebel mit Uhlenloch,

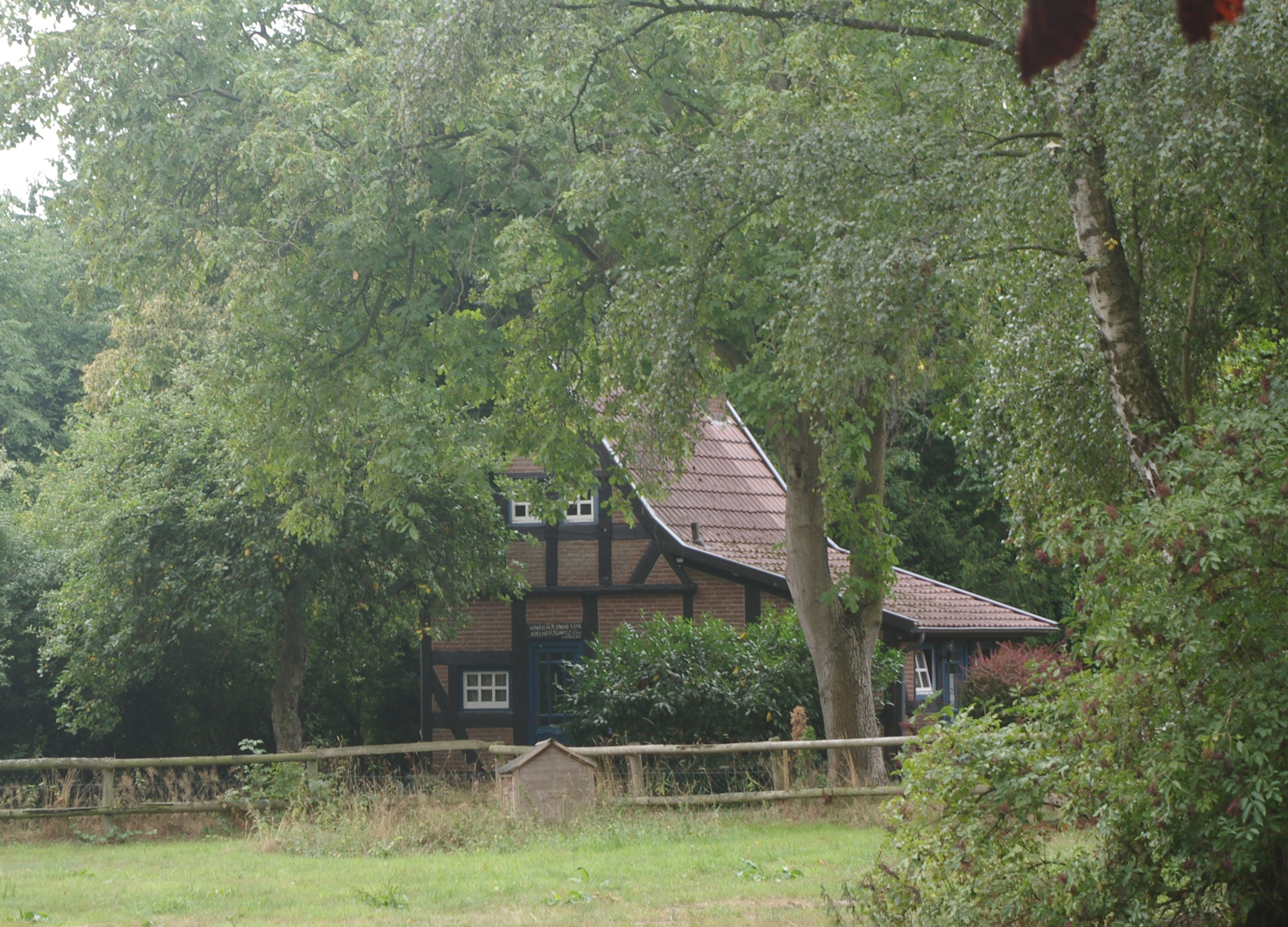
Speicher

- dem eingeschossigen Speicher (Backhaus) von 1739 (Inschrift) in Fachwerk mit Steinausfachungen sowie mit Schlepp- und Satteldach, umgebaut zu einem Wohn- und Ferienhaus
- und weiteren nicht denkmalgeschützten Nebengebäuden.

Das Niedersächsische Landesamt für Denkmalpflege befand: „… geschichtliche Bedeutung … durch beispielhafte Ausprägung eines niederdeutschen Hallenhauses in Zweiständerkonstruktion …“